# El Arboretum de Zamorano

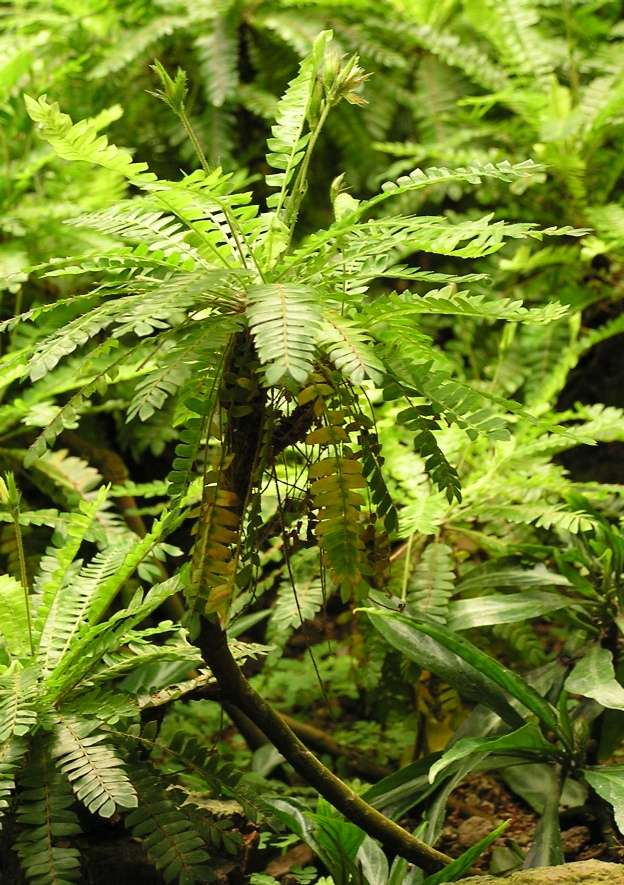
Biophytum dendroides uno de los componentes del sotobosque de Honduras.

El Arboretum de Zamorano o más completo  El Arboretum de la Escuela Agrícola Panamericana Zamorano, es una reserva de naturaleza y arboreto de unos 17 km² de extensión en el que se ubica la universidad privada Escuela Agrícola Panamericana denominada Zamorano dedicada a la formación de los jóvenes de la región en la agricultura de alta calidad. Su código de reconocimiento internacional como institución botánica, así como las siglas de sus herbarios son ZAM y ESAGP.

## Localización
Se ubica en el valle del Río Yegüare a unos 30 km de Tegucigalpa, M.D.C. capital de la república de Honduras.
El Arboretum de Zamorano/Escuela Agrícola Panamericana, Departamento de Recursos Naturales y Conservación Biológica Zamorano P.O. Box 93; Tegucigalpa,M.D.C. Honduras. 15°19′36.84″N 87°36′4.6794″E / 15.3269000, 87.601299833

## Historia
La Escuela Agrícola Panamericana fue fundada en 1941 por el empresario Samuel Zemurray (1877-1961), un estadounidense nacido en Rusia y presidente de la United Fruit Company. El señor Zemurray se estableció para crear un centro educativo con una alta calidad en la enseñanza en agricultura. Dedicado a la formación de los jóvenes de toda la región y para llevar a cabo el sueño, reclutó al Doctor Wilson Popenoe, un conocido botánico y horticultor de la época; que tenía una amplia experiencia en la región, y que organizó el famoso Jardín Botánico Lancetilla en Honduras.
Popenoe viajó durante varias semanas en 1941, explorando tierras altas de América Central para desarrollar el proyecto. Por último, escogió un terreno de aproximadamente 15 km² en el Valle del Río Yegüare, a unos 30 km de la capital de Honduras. El nombre de Zamorano es originario de la familia de la provincia de Zamora, en España.
La construcción de la escuela se inició a finales de 1941. El Doctor Popenoe se convirtió en el director fundador de la nueva institución y estuvo en el puesto hasta el año 1957. Desde entonces, la pequeña escuela ha crecido hasta convertirse en lo que es hoy un centro universitario que actúa al servicio de las Américas.

## Características
La propiedad se encuentra en unos 1700 ha con bosques naturales y dos microcuencas, grandes zonas productivas con especies vegetales procedentes de todo el mundo, muchos lugares para la recreación y diversos edificios. Hay áreas verdes, senderos y lagunas que albergan numerosas especies silvestres que han encontrado refugio natural en el campus de Zamorano. Muchas son las aves migratorias que comparten estos espacios durante ciertas épocas del año.
El Zamorano tiene espacios de acogida a las especies que son nativas y exóticas a la región de todo el mundo, con árboles, arbustos y plantas ornamentales de porte herbáceo en jardines formales entre los edificios del campus.  
Gracias a su larga y distinguida tradición en la investigación en ciencias biológicas, Zamorano cuenta en la actualidad con herbarios que también sirven de enseñanza educativa. El herbario Paul Standley alberga cerca de 300.000 especímenes clasificados de Mesoamérica que están disponibles para la formación académica de los estudiantes. Tiene una colección de 200.000 ejemplares de plagas e insectos beneficiosos, de estos muchos son el resultado de la investigación realizada por los especialistas de zamorano y de las contribuciones de los estudiantes.

## Biblioteca
Zamorano cuenta con la Biblioteca Wilson Popenoe, la cual posee diversos libros para la educación de los estudiantes, más de 18.000 libros especializados, 6500 folletos técnicos, el acceso a bases de datos en línea en todo el mundo, documentos digitales y un número considerable de revistas.
Los servicios de biblioteca son utilizados por profesores y estudiantes que viven y residen dentro del campus y por visitantes ocasionales.